# Mad Fate
Pour plus de détails, voir Fiche technique et Distribution.
Mad Fate (命案) est un film dramatique chinois et hongkongais réalisé par Soi Cheang et sorti en 2023,.
Il remporte trois récompenses lors de la cérémonie des Hong Kong Film Awards 2024 : meilleure réalisation, meilleur scénario et meilleur montage,,.

## Synopsis
Un maître de feng shui procède à un rituel pour essayer de modifier le destin tragique d'une prostituée. Lorsque celle-ci est assassinée, le maître de feng shui rencontre un livreur en qui il détecte des instincts meurtriers et il s'engage alors à changer la vie du jeune homme.

## Fiche technique
Sauf indication contraire, les informations mentionnées dans cette section peuvent être confirmées par la base de données cinématographiques IMDb,  présente dans la section « Liens externes ».
- Titre original : 命案
- Réalisation : Soi Cheang
- Scénario : Melvin Li et Yau Nai-hoi
- Musique : Ben Cheung et Chung Chi-wing
- Photographie : Cheng Siu-keung
- Montage : Allen Leung
- Costumes : Kar Yan Yip
- Production : Soi Cheang, Johnnie To et Yau Nai-hoi
- Sociétés de production : MakerVilles et Noble Castle Asia
- Société de distribution : Carlotta Films
- Pays de production :  Chine et  Hong Kong
- Langue originale : cantonais
- Genre : Drame
- Durée : 109 minutes
- Dates de sortie :
  - Allemagne : 19 février 2023 (Berlinale)
  - Hong Kong : 30 mars 2023 (Festival  de Hong Kong) ; 20 avril 2023 (sortie nationale)
  - France : 5 septembre 2023 (L'Étrange Festival, Paris) ; 17 juillet 2024 (sortie nationale)
- Certification :
  - France : interdit aux moins de 12 ans lors de sa sortie en salles

## Distribution
- Gordon Lam : le maître de feng shui
- Lok Man Yeung : Siu-tung, le livreur
- Berg Ng Ting-yip : l'inspecteur de police
- Peter Chan Charm-Man : le meurtrier
- Ng Wing-sze : Jo, la prostituée

## Sortie

### Accueil critique
En France, le site Allociné propose une moyenne de 3,1⁄5, d'après l'interprétation de 14 critiques de presse.

## Distinctions

### Récompenses
- Hong Kong Film Awards 2024 : meilleure réalisation, meilleur scénario et meilleur montage

### Nominations
- Hong Kong Film Awards 2024 : meilleur film, meilleure photographie, meilleurs décors, meilleurs costumes et maquillages, meilleure chorégraphie d'action, meilleur son et meilleurs effets visuels

### Sélections
- Berlinale 2023 : sélection en section Asian Cinema
- Festival international du film fantastique de Neuchâtel 2023 : sélection en section Berlinale Special
- L'Étrange Festival 2023 : sélection en compétition